# Slovenské učené tovarišstvo
Slovenské učené tovarišstvo (česky Slovenské učené tovaryšstvo) nebo také Tovarišstvo literného umenia nebo starší Učené slovenské tovarišstvo byl spolek, který sdružoval přívržence Bernolákovců na celém Slovensku a šířil slovenský jazyk a literaturu. Byl založen v roce 1792 v Trnavě jako výsledek národních snah o kulturní a osvětové pozvednutí Slováků. Mezi členy a hlavní osobnosti spolku patřili Anton Bernolák, Juraj Fándly, Jozef Ignác Bajza, Ján Hollý, Alexander Rudnay, Juraj Palkovič a další. Ve své době tento spolek nalezl velmi širokou odezvu hlavně mezi duchovními.
Anton Bernolák a Juraj Fándly se snažili o vytvoření takové společnosti, která by vydávala i osvětové a vzdělávací díla. Tou bylo právě Slovenské učené tovaryšstvo, jehož úkolem bylo hlavně organizovat a vést národní hnutí a pomáhat inteligenci v edukativní a osvětové činnosti. Následně proto byly založeny i podobné „stánky“ tovaryšstva v Bratislavě, v Nitře, v Banské Bystrici, na východním Slovensku ve Veľké Rovném, Solivaru, v Rožňavě a v Košicích, v maďarském Egeru a Ostřihomě a v rakouské Vídni. Na konci třetího roku své existence mělo již tovaryšstvo na území celého Slovenska 446 členů, z toho bylo 355 duchovních, převážně katolických, mezi nimi i 9 arcibiskupů a biskupů.
Záslouhou jednoho ze zakladatelů a mecenášů tohoto spolku – nitranského biskupa Františka Xavera Fuchse  byly např. vydány mravoučné spisy přeložené z francouzštiny do bernolákovštiny spirituálem nitranského kněžského semináře, belušským rodákem, Andrejem Turzem  – Pekne prihodi a veľmi užitečné Rospráwki ku mrawnému Učeňu wšedh Dítek (128 stran) a Príkladné a obvzláštne Historie z naghodnowernegších Spusuwatelov zebrané (474 stran).
Členové tovaryšstva projevovali velký zájem i o zakládání slovenských novin a časopisů, protože v nich viděli důležitý nástroj ovlivňování veřejného mínění a posilování slovenské myšlenky. Ve vídeňské „pobočce“ tovaryšstva chtěli vydávat noviny v bernolákovské češtině, vzhledem k tomu, že v hlavním městě monarchie bylo možno získat klíčové zprávy o vnitropolitickém vývoji země. Hlavním cílem jejich vydávání bylo „našej slovenskej reči očiščení, krásu a vivíšení“, ale tyto plány se nakonec neuskutečnily.